# Uwe Buschkötter
Uwe Buschkötter (* 21. September 1939) ist ein deutscher Komponist, Musikverleger und Inhaber diverser Firmen wie UBM Records, UBM Media und Largo Records sowie der Firma Klangvision.

## Biografie
Nach einer Kaufmannslehre, Studium der Musik und BWL arbeitete Buschkötter zunächst als Musikproduzent und Verleger. In den früher 60er Jahren begann Buschkötter seine Karriere als Schlagzeuger in Köln und gründete 1964 die „Buschkötter Players“, die für zahlreiche Studioproduktionen von Roy Black, Chris Roberts und Solisten aus der Musikproduktion von Hans Bertram zur Verfügung standen.
1968 wurde er Producer beim WDR und produzierte unter anderem eine Schallplatte mit dem mehrfachen Grammy-Gewinner und Jazz-Pianisten Bill Evans, New York.
1969 übernahm er das Management des Orchesters Kurt Edelhagens in Köln. 1972 produzierte er zusammen mit Kurt Edelhagen die Eröffnungsmusik zu den XX. Olympischen Spielen in München.
1974 wurde er für seine künstlerischen Leistungen im Bereich der Werbemusik in den „Art Directors Club (ADC)“ von Deutschland aufgenommen. Buschkötter hat unter anderem die Werbejingles „Maggi - Immer eine gute Suppe“ und „Die Sinalco schmeckt, die Sinalco schmeckt“ komponiert.
Seit 1980 kreiert er neben Werbejingles auch Auftragsproduktionen für Rundfunk- und Fernsehanstalten wie ARD und ZDF. Besonders bekannt sind sein Arrangement des Trios vom Scherzo aus Beethovens „Hammerklaviersonate“ für die Politsendung „Bonn direkt“, die 1989 bis 1999 im ZDF verwendet wurde, sowie die Erkennungsmelodie des gemeinsamen Vormittagsprogramms von ARD und ZDF von 1992 bis 2001.
In den Folgejahren konzentrierte sich Buschkötter auf die Produktion von Schallplatten sowie CDs. Dabei erhielt er unter anderem zwei Schallplattenpreise für die Aufnahmen mit Berthold Goldschmidt und dem Mandelring Quartett für „Letzte Kapitel“ und „Früher und Später“.
Seine Klassiklabel „LARGO“ und „Klangvision“ veröffentlichten unter anderem Solisten der Berliner Philharmoniker sowie des „Ensemble modern“ (Frankfurt). Darüber hinaus entstanden Kooperationen mit Berthold Goldschmidt oder Igor Markevitch.
2010 gründete er das Label „Klangvision“. 2011 startete er darüber hinaus als Verleger und Inhaber die neue „UBM-Records“-Website mit innovativer Suchmaschine. Er schuf dabei eine neue Datenbank im Bereich der „Music Production Library“, um entsprechende Funktionsmusik für Medienvertonungen aller Art im Bereich Film und Fernsehen auffind- und verfügbar zu machen.
Buschkötter produzierte nicht nur für „UBM Records“, sondern immer wieder auch selbst Musik, speziell für das Fernsehen. Dabei arbeitete er unter anderem mit den deutschen Komponisten wie Anselm Kreuzer, Sebastian Halbe, Reinhard Schaub, Daniel Backes, Peter Moslener und Chris Walden sowie „Klangraum“ zusammen.
Musikalisch beachtenswert ist daneben auch die CD-Produktion „Midnight“ (2015) mit Till Brönner, dem amerikanischen Tenorsaxophonisten Michael Brecker, dem Pianisten George Whitty, dem E-Bassisten Antony Jackson, dem Gitarristen Dean Brown und dem amerikanischen Schlagzeuger Dennis Chambers.
Mittlerweile konzentriert sich Buschkötter wieder intensiv auf Musikproduktionen für Film und Fernsehen, weswegen er 2018-2020 vorübergehend in die USA emigrierte. Von dort zurückgekehrt arbeitet und lebt er in Berlin.

## Auszeichnungen
Preise der Deutschen Schallplattenkritik für die Largo-Records-Produktionen „Letzte Kapitel“ und „Früher und später“ mit dem nach London emigrierten Komponisten Berthold Goldschmidt.

## Diskografie (Auswahl)

### Largo-Records-Releases

#### Alben / Singles
- 1963: Guantanamera; Polydor/ Single, (Uwe Buschkötter Quintett/ Buschkötter Players)
- 1964: If I Were a Rich Bossa Nova Man; Gema/Decca /Single, (Uwe Buschkötter Quintett/ Buschkötter Players)
- 1983: Computer Energy (Uwe Buschkötter Studio Orchestra)
- 1984: Toccata – Music for two Guitars (mit Gerard Ambition, Jürgen Schöllmann)
- 1987: Italian Sonatas (mit Jürgen Schöllmann)

#### CDs
- 1986: Romantic Flute (mit Schubert, Rietz, Bruno Meier, Roger Brügger)
- 1990: Berlin im Licht (mit Aufnahmen von Kurt Weill, Ensemble Modern, Rosemary Hardy, HK Gruber)
- 1990: Berlin Lit Up (mit Kurt Weill, Ensemble Modern, Rosemary Hardy, HK Gruber)
- 1990: Universal Ensemble Berlin (mit Karl Heinz Wahren, Gerald Hummel, Wilhelm Dieter Siebert, Rainer Rubbert)
- 1993: Aus Schatten Duft gewebt (mit HK Gruber)
- 1995: Früher und Später (mit Berthold Goldschmidt, Mandelring Quartett, Ob Hausmann, Kolja Lessing)
- 1997: Six of Hearts (mit Tom Philips)
- 1997: Red Icon (mit Andrew Toovey)
- 1997: Juniper Tree (mit Andrew Toovey)
- 1997: The Compilation 1 (mit Kurt Weill, Berthold Goldschmidt)
- 1998: Four Walls (mit John Cage, John McAlpine, Beth Griffith)
- 1998: Resorts and Summit Meetings (mit Boris Blacher, London Philharmonic Orchestra, Rundfunk-Sinfonieorchester Berlin)
- 1998: Signals (mit York Höller, John Wallace, London Sinfonietta, Hans Zender, Ravinia Trio, Chen Pi-hsien, Cologne Radio Symphony Orchestra)
- 1999: Letzte Kapitel (mit Berthold Goldschmidt, Mandelring Quartett)
- 2004: The Plaza (mit Studiomusikern, New York)
- 2007: Lyrically (mit Alan Bergman und Marilyn Bergman; Textdichter von Barbra Streisand, Frank Sinatra, Harry Belafonte und bekannt für ihre Zusammenarbeit mit Dave Grusin und Michel Legrand mit „The Windmills of Your Mind“)
- 2007: Golden Valley Quartett
- 2008: Mass for Six Solo Voices/ Second Symphony (mit Jonathan Lloyd, SWF-Sinfonieorchester Baden-Baden, Lothar Zagrosek, London Sinfonietta Voices)

### UBM Records
- 2005: Volkslieder (Eric Becht und Thomas Ken-Niklaus)
- 2005: Happiness und Musik der Landsknechte (Botho Lucas Chor)
- 2005: Prelude (Wieland Reissmann)
- 2005: Dark Temper & Modern Grooves (Hosenfeld & Denis)
- 2005: City Dreams (Ralv Gielen)
- 2006: Drones and Emotions (Ralv Gielen)
- 2006: Dynamic, Tragic, Destiny, Der Neandertaler, Stories, Suspense, Mind Games, Investigate Crime Discovery Journalism (Klangraum)
- 2006: 4pm New York (Georg White)
- 2006: Pimp your picture, Positivity, Joyride, Science in Motion (Backes & Moslener)
- 2006: Mediterranian Songs (Hosenfeld & Denis)
- 2006: Night Vision (Davemann)
- 2006: Funky Fashion and Guitar Scapes (Mystery House)
- 2007: Crazy Kids, Mellow Moods, Underworld (Backes & Moslener)
- 2007: Nanostructures (Arne Schumann und Josef Bach)
- 2007: German Castle Magic (Ingo Hampf)
- 2007: Openers and Trailers (Tom Leonhardt)
- 2007: Funky Chillin Diamonds (Gillian Gordon)
- 2007: Call TV (Electronical Orchestral Tension)
- 2009: Criminal Ambitions
- 2009: Minimal Piano
- 2009: Scripted Reality & True Drama
- 2009: Science Basics (Backes & Moslener)
- 2009: Movie Tools (Backes und Ellenberg)
- 2009: Ice World, Love for Life (Anselm Kreuzer)
- 2009: Guitar Emotions (Anselm Kreuzer & Markus Segschneider)
- 2009: Light Zones (Matthew Corbett & Mike Wilkie)
- 2009: The Plaza (Marco Ribaldi)
- 2009: Quiet World (Charles Olins)
- 2009: Call TV Reloaded (Munich Sound)
- 2009: Angst (Pernilla Oesterberg)
- 2009: Ethno World, Weather & Preview, Lifestyle Grooves and Moods, New and Business (Christoph Lienemann)
- 2009: Style and Design (Wegener & Hohnholz)
- 2010: Horror Bad Tension, Docutainment, Modern Power (Sid Sonic and Ryan Gold)
- 2010: Whats up, Nature, Madworld (Christoph Lienemann)
- 2010: Increased pressure (Matthew Corbett & Mike Wilkie)
- 2010: Water World (Anselm Kreuzer & Markus Segschneider)
- 2010: Bizarre Underscore (Anselm Kreuzer)
- 2010: TV-Tools
- 2010: Menace of War
- 2010: TV-Tension
- 2010: Darkside (Backes & Moslener)
- 2010: Space (Achim Zweschper)
- 2010: Red Neck Rock (Steve Mushrush)
- 2010: Caribbean Sunrise (Gary Gibson)
- 2011: Greece (Stefan Heinz & Heiko Streicher)
- 2011: Ambient Guitar
- 2011: Electromotions - Chemical
- 2011: Time Tools (Backes & Moslener)
- 2011: Nuclear Danger (Anselm Kreuzer)
- 2011: Science Healthcare Technology (Matthew Corbett & Mike Wilkie)
- 2011: Subtext Grooves (Michael Bibo)
- 2012: Dark Tension (Felix Halbe)
- 2012: Arabic (Stefan Heinz & Heiko Streicher)
- 2012: Mystigation 1 (Anselm Kreuzer)
- 2012: Toxic Mysterious Lab – Science & Research
- 2012: Nostalgia
- 2012: All about Bass
- 2012: Drones
- 2012: New Energy (Backes & Moslener)
- 2012: Planet Earth (Jean Francois Massoni)
- 2012: Shady Deals (Carlo Inderness & Sebastian Katzer)
- 2012: Take Me Home (Felix Golt & Elias Cadre)
- 2013: Unplugged Series Vol. 1
- 2013: Cologne Voices (A Capella)
- 2013: Manipulations
- 2013: Gates
- 2013: Minimalism Blue, Minimalism, Generation Groove, TV-Tools, Toxic, Power Pop (Backes & Moslener)
- 2014: Electromotions Chemical (Anselm Kreuzer & Queens Road)
- 2014: Electronic Space and Grooves (Achim Zweschper)
- 2014: Wildlife
- 2014: Longing Duo - Cello and Piano
- 2014: Time & Pulse
- 2014: Piano Memories (Backes & Moslener)
- 2014: Film, Feature and Documentary (Felix Halbe)
- 2014: TV-Tension (Axe Coon, Linus Sandberg)
- 2014: Gloomy Underscores (Marc Bradley, Steven Solveig)
- 2014: Ambient Guitar (Johannes Huppertz)
- 2014: Menace of War (Vincent Nguyen, Sebastian Parche)
- 2015: Better Be Cool (Vincent Nguyen, Rainer Peters)
- 2015: Boombox (Axel Coon, Linus Sandberg)
- 2015: Conspiracy (Felix Halbe)
- 2015: Criminal Ambitions (Rainer Quade, Sebastian Parche)
- 2015: Dreams & Fears – Organic Underscores (Queens Road)
- 2015: Electromotions – Data Transfer (Anselm Kreuzer &Queens Road)
- 2015: Fate of History (Heribert Riesenhuber, Tony Delmonte, Anselm Kreuzer)
- 2015: Heroes (Guido Jöris, Andreas Kolinski, Reinhard Schaub, Anselm Kreuzer)
- 2015: Indie Dance (Erik Stadel, Yan Vogel)
- 2015: Investigative 2 (Bernhard Hering, Matthias Krüger-Wendel)
- 2015: Minimal & Neo-Classical – Modern Chamber Ensembles (Erik Stadel, Yan Vogel)
- 2015: Minimal Piano (Maxi Menot)
- 2015: Mixed Emotions (Michi Körner, Anselm Kreuzer)
- 2015: North America – Travel and Nature (Karsten Lipp, Andre Matov)
- 2015: Showdown (Bernhard Hering)
- 2015: Tiny String Ensemble (Manuel Plötzky)
- 2015: Zoo Stories (Vincent Nguyen, Sebastian Parche)
- 2015: Scripted Reality & True Drama  (Backes & Moslener)
- 2015: Modern Chamber Ensembles (Erik Stadel, Yan Vogel)
- 2015: Organic Underscores Dreams and Fears (Queen Road)
- 2015: Tiny String Ensemble (Manuel Ploetzky)
- 2016: Africa between Hope and Despair (Francisco Becker)
- 2016: Cinematic Moods & Colours (Sebastian Pecnik)
- 2016: Dolce Italia (Andrea Gattico)
- 2016: Easy Pop (Daniel Backes, Peter Moslener)
- 2016: Middle East – Between Tradition & Crisis (Francisco Becker)
- 2016: Piano Keys (Luke Davoll)
- 2016: Political Dynamics (Elias Cadre)
- 2016: Reduced Emotions (Backes & Moslener)
- 2016: Rough Pop (Backes & Moslener)

### Werbejingles (Auswahl)
- Maggi („Immer eine gute Suppe“)
- Bionorm
- Blut Sausages
- Brummi
- Commerzbank
- Coca-Cola
- Crisan
- Don Felix
- Dor Detergent
- Eckes Edelkirsch
- Gerolsteiner Sprudel
- Mustang
- Perla Detergent
- Raider, „Der Pausensnack“
- Santosa Shampoo
- Sarotti-Schokolade
- Sinalco („Die Sinalco schmeckt…“)[8]
- Spania Oranges
- Tchibo Kaffee
- Tyrolia
- Vernell Detergent
- Wella Cosmetics
- WDR

### Filmmusik-Produktionen (Auswahl)
- 1989: Erkennungsmelodie für den TV-Kanal ZDF
- 1989: Titelmelodie für das Magazin „Bericht aus Bonn“ (ARD)
- 1989: Eröffnungsmelodie für das „Morgenmagazin“ (Das Erste)
- 1989: Eröffnungsmelodie für die Show „Daydream“
- 1989: Hauptmelodie für die „Heute Nachrichten“ (ZDF) und „Presseschau“ (ZDF)
- 1989: Erkennungsmelodie für „Sport Kompakt“ (ARD) sowie die Show „Richtig oder Falsch“ (ARD)
- 1989: Erkennungsmelodie für die Sendungen „Kultur Kompakt“ und „Wirtschaft Kompakt“ (MDR)
- 1989: Titelmelodie für „Berlin Mitte“ (ZDF)
- 1989: Erkennungsmelodie für das Magazin „Maybrit Illner“
- 1989: Zwei Münchner in Hamburg (mit Peter Deutsch) (verschiedene Episoden)
- 1991: TV-Serie „Die Welt der Jahrhundertmitte“ (ZDF)
- 1991: Gekaufte Bräute (mit Kathe Kratz)
- 1991: Mandelküßchen (mit Bernhard Stephan)
- 1991: Tatort: Tödliche Vergangenheit
- 1992: Krimiserie „Bella Block“ (diverse: 1992–1995, s.a. u.)
- 1992: TV-Serie „Geschichten aus dem Leben“
- 1992: Einer zahlt immer (mit Max Färberböck)
- 1992: Widerspenstige Viktoria (mit Eberhard Itzenplitz)
- 1992: Schlafende Hunde – eine Frau wacht auf (mit Max Färberböck)
- 1992: Verflixte Leidenschaft (mit Carlo Rola)
- 1992: TV-Serie „Inseln unterm Wind“ (ZDF)
- 1993: Geschichten aus dem Leben
- 1993: Apfel im Moor (Filmmusik, mit Marcus Scholz)
- 1993: Schulz & Schulz V – Fünf vor zwölf (mit Nico Hofmann)
- 1993: Bella Block: Die Kommissarin (mit Max Färberböck)
- 1993: Film „C 14“
- 1993: Film „Fische und Freunde“
- 1993: Film „Kampf der Geschlechter“
- 1993: „Verführungstango“
- 1993: TV-Serie „Schulz & Schulz“
- 1993: TV-Serie „Tatort“ (diverse, bis 2001)
- 1993: Hauptthema zur Ziehung des Deutschen Lottos
- 1994: TV-Serie „Evelyn Hamann, Geschichten aus dem Leben“ (ARD)
- 1994: TV-Serie „Ein Heim für Tiere“ (ARD)
- 1994: Polizeiruf 110: Kiwi und Ratte (diverse)
- 1994: Polizeiruf 110: Arme Schweine (mit Bernd Böhlich)
- 1994: Lutz & Hardy (TV-Serie)
- 1994: Der Neger Weiß (mit Michael Günther)
- 1994: Dreimal die Woche (mit Walter Weber)
- 1994: „Blut des Sonnengottes“
- 1994: Polizeiruf 110: Bullerjahn (mit Manfred Stelzer)
- 1995: Polizeiruf 110: Im Netz
- 1995: Gabriellas Rache
- 1995: Bella Block: Liebestod (mit Max Färberböck)
- 1995: Nicht über meine Leiche (mit Rainer Matsutani und Walter Weber)
- 2001: Tatort: Verhängnisvolle Begierde (mit Michael Lehn)
- 2002: Gott ist tot (mit Kadir Soezen)
- 2003: Filmmusik zu „Julie und das Monster“ (Kirsten Boie)
- 2004: TV-Serie: Der Ferienarzt vom Gardasee – Wiedersehen am Gardasee (mit Dieter Kehler)

### Hörspielmusik
- 2006: Kirsten Boie: Juli und das Monster